# Jenny Owens
Jenny Owens, née le 17 mai 1978 à Sydney, est une skieuse acrobatique australienne spécialisée dans les épreuves de skicross.

## Carrière
Au cours de sa carrière, elle a pris part aux Jeux olympiques d'hiver de 2002, atteignant la neuvième place en combiné en ski alpin. Depuis ses débuts en Coupe du monde en 1999, elle a terminé plusieurs fois dans les points (top 30) et réalisé au mieux une 17e place en 2002. En 2004, elle se retire du ski alpin. En 2005, elle commence à se consacrer au ski acrobatique. En janvier 2006, elle fait ses premiers pas au niveau mondial en Coupe du monde et obtient une quatrième place en skicross au mieux durant cette saison inaugurale. En janvier 2008, elle finit pour la première fois sur le podium à Flaine (deuxième) puis termine juste après troisième à Kreischberg. Lors des Jeux olympiques d'hiver de 2010, elle est treizième et aux Jeux de 2014, elle est douzième. 

## Palmarès
- Médaille de bronze en skicross aux Winter X Games 2012
- 4 podiums de Coupe du monde en skicross
- 5e aux Championnats du monde 2011